# Mohammed Bouyeri
Mohammed Bouyeri (in arabo محمد بويري‎?, Muḥammad Būyiri; Amsterdam, 8 marzo 1978) è un terrorista olandese naturalizzato marocchino che nel 2004, uccise a colpi di pistola e a coltellate, il regista olandese Theo van Gogh.
Era anche membro del Gruppo Hofstad, prima di essere arrestato nel 2004 e essere condannato all'ergastolo nel 2005. Sta scontando la pena nel carcere di Nieuw Vosseveld, in Vught.

## Biografia
Bouyeri è nato ad Amsterdam l'8 marzo del 1978 da genitori marocchini. Bouyeri è anche un uomo marocchino-olandese berbero di seconda generazione. Negli anni 90, Bouyeri ha finito la scuola secondaria. All'università cambio più volte specializzazione e la abbandonò, dopo cinque anni senza conseguire una laurea. Bouyeri usò lo pseudonimo "Abu Zubair" per la scrittura e la traduzione. Lo ha anche usato per postare online lettere e email.
In tenera età era noto alla polizia come un membro di un gruppo di "giovani problematici" marocchini. Per un po' di tempo, ha lavorato come volontario ad Eigenwijks, un'organizzazione di quartiere nel quartiere Slotervaart di Amsterdam. Dopo che sua madre è morta nel 2002 e suo padre si è risposato nel 2003, iniziò a vivere secondo la rigida interpretazione della legge sunnita della Sharia islamica. Di conseguenza, poteva svolgere sempre meno compiti ad Eigenwijks. Ad esempio, si rifuitava di servire bevande alcoliche e non voleva essere presente alle attività in cui uomini e donne partecipavano insieme. Di conseguenza pose del tutto fine alle sue attività nell'organizzazione. Si fece crescere la barba e cominciò ad indossare una gellaba. Ha frequentato la moschea El Tawheed dove ha incontrato altri Sunni.

## Omicidio di Theo van Gogh

### Omicidio
L'allora ventiseienne uccise van Gogh il 2 novembre 2004 mentre il regista stava guidando in bicicletta per andare a lavorare. Bouyeri sparò al regista otto volte con una pistola e ferì anche due astanti. Il terrorista si avvicinò a van Gogh, che era ancora sdraiato, e gli sparò più volte a distanza ravvicinata. Bouyeri usò anche un grande coltello per tagliare la gola del regista e tentare di decapitarlo, dopo aver ferito in profondita nel petto di van Gogh, raggiungendo il midollo spinale. Ha poi usato un coltello piccolo per attaccare una nota di cinque pagine sul corpo di van Gogh. La nota conteneva anche un avviso contro Ayaan Hirsi Ali, politica somala nei Paesi Bassi che ha anche collaborato con il regista. Conteneva anche riferimenti ripetuti sostenitori e leader di partiti ebrei e faceva menzione degli attori politici ebrei nel partito di Ali, così come di altri partiti politici olandesi. La nota faceva riferimento anche all'ideologia fondamentalista del Takfir wal-Hijra. L'omicidio era avvenuto in seguito al cortometraggio di van Gogh Submission, trasmesso quattro mesi prima dei fatti.

### Arresto
In seguito a uno scontro a fuoco con la polizia, durante il quale è stato ferito con un colpo alla gamba, Bouyeri è stato arrestato vicino alla scena del crimine poco dopo che è avvenuto. Quando venne arrestato, Bouyeri portava con se una poesia d'addio intitolata In bloed gedoopt (Battezzato nel sangue). Nei suoi interrogatori, ha esercitato il diritto al silenzio.

### Processo
L'11 novembre 2004 il pubblico ministero Leo de Wit accusò Bouyeri di sei crimini: omicidio, tentato omicidio di un poliziotto, tentato omicidio colposo di astanti e di poliziotti, violazione della legge sul controllo delle armi, sospetta partecipazione in un'organizzazione criminali con scopi terroristici e associazione a delinquere per omicidio con scopo terroristico contro van Gogh, la politica e collaboratrice di van Gogh Ayaan Hirsi Ali e altri.
Il processo di Bouyeri si è svolto nell'arco di due giorni, l'11 e il 12 luglio 2005, in un edificio di massima sicurezza Osdorp di Amsterdam. In una lettera l'8 luglio, Bouyeri ha annunciato che non avrebbe volontariamente assistito al processo e che non ne accettava la giurisdizione. Il pubblico ministero ha chiesto che fosse trasportato con la forza in tribunale, cosa che la corte ha concesso. Gli avvocati di Bouyeri hanno assistito al processo, ma non hanno fatto domande ne argomentazioni conclusive. Bouyeri si è presentato davanti al tribunale con un Corano sotto il braccio.
Al processo, Bouyeri non espresse alcun rimorso, dicendo alla madre di van Gogh: "Non sento il tuo dolore. Non ho alcuna simpatia per te. Non posso provare compassione per te perché penso che tu sia una non credente". Bouyeri ha anche detto che lo avrebbe fatto di nuovo se avesse avuto la possibilita. Ha anche detto che "nella lotta dei credenti contro gli infedeli, la violenza è approvata dal profeta Maometto."
Il pubblico ministero ha chiesto l'ergastolo per Bouyeri, dicendo, "L'imputato rifiuta la nostra democrazia. Vuole persino combattere la nostra democrazia. Con violenza. Continua a farlo. Fino ai giorni nostri. Continua a mantenere le sue opinioni." Il 26 luglio 2005, Bouyeri è stato condannato all'ergastolo, che è la punizione più severa secondo la legge olandese. A differenza di altri paesi europei, l'ergastolo nei Paesi Bassi non concede alcuna possibilità di libertà condizionata. Un rilascio è possibile tramite la grazia da parte del monarca regnante, ma ciò è estremamente raro; solo poche di queste grazie sono state concesse nella storia recente. Oltre ai criminali di guerra, Bouyeri è solo la 28ª persona a ricevere questa punizione dal 1945, e l'unica persona a ricevere un ergastolo per un singolo omicidio senza circostanze aggravanti. Gli ergastoli sono stati previsti solo per casi di omicidio plurimo, ma la legge sui crimini terroristici (Wet terroristische misdrijven), entrata in vigore il 10 agosto 2004, l'ha estesa ai leader di organizzazioni terroristiche. Le detenzioni normalmente superiori a 15 anni possono essere trasformate in ergastolo, come nel caso di Bouyeri.
Bouyeri è attualmente detenuto nel carcere Nieuw Vosseveld di Vught, dove ha incontrato Ridouan Taghi, con il quale sviluppò uno stretto legame. A causa di questa relazione, Bouyeri è stato trasferito in un altro carcere. Taghi e Bouyeri continuarono a scriversi in arabo, con i loro scritti principalmente estratti da strofe del Corano.

## Nella cultura di massa
L'artista sudafricana Marlene Dumas ha dipinto un quadro di Bouyeri nel 2005 che è stato messo al Stedelijk Museum.
Leon de Winter, ha scritto un romanzo bestseller del 2012, Acts of Kindness, che ha come protagonisti Bouyeri e van Gogh.